# Fred Röhrig
Johannes Hubertus (Fred) Röhrig (geboren Cruijer, Den Haag, 20 februari 1928 – Son en Breugel, 31 januari 2012) was een Nederlands voetballer die als linker aanvaller of -middenvelder speelde.

## Loopbaan
Hij kwam op jonge leeftijd onder de voogdij van de uit Duitsland afkomstige familie Röhrig. In 1934 werd zijn achternaam gewijzigd van Cruijer in Röhrig. Hij begon vanaf zijn tiende bij HBS waar hij op zeventienjarige leeftijd in het eerste elftal kwam. Röhrig kwam uit voor het Haags elftal, het militair elftal en was in 1950 eenmalig reservespeler bij het Nederlands elftal/ Bondselftal bij een vriendschappelijke wedstrijd in en tegen Zwitserland (7-5 nederlaag). Wel kwam hij uit in officieuze wedstrijden van het Bondselftal.
Medio 1951 wees Röhrig een aanbod van het Franse Lille af. Een jaar later ging hij wel naar Frankrijk en werd in 1952 prof bij Roubaix. Dit werd geen succes en na slechts twee wedstrijden op het hoogste Franse niveau waarna hij slechte kritieken kreeg, keerde hij in januari 1953 weer terug naar Nederland. Hij ging weer trainen bij HBS, maar mocht vanwege zijn overstap naar het profvoetbal niet voor de club uitkomen. Ook een overstap naar Monaco, dat op het Franse tweede niveau uitkwam, vond in maart 1953 geen doorgang. Diezelfde maand was hij wisselspeler bij de watersnoodwedstrijd. 
In juni 1953 ging hij naar het Duitse Rot-Weiss Essen, waarvoor hij 103 wedstrijden speelde waarin hij 33 doelpunten maakte in de Oberliga. In zijn eerste seizoen behaalde hij met zijn club een tweede plaats. In het seizoen 1954/55 won Rot-Weiss Essen de Oberliga West en werd vervolgens Duits kampioen. In de finale tegen 1. FC Kaiserslautern was  Röhrig belangrijk en scoorde de 2-1. Een seizoen later speelde Röhrig met de club in de Europacup I. Hij werd in 1956 en 1957 clubtopscorer van Essen in de Oberliga. 
Röhrig speelde vanaf 1958 bij PSV, waarvoor hij tot 1960 dertig wedstrijden speelde en zeven doelpunten maakte.Na een moeizaam begin, speelde hij in zijn eerste seizoen 29 wedstrijden in de Eredivisie waarin hij zeven doelpunten maakte. In september 1959 kwam hij voor het laatst uit voor het eerste team en speelde de rest van het seizoen voor het tweede elftal. Hij sloot zijn loopbaan in het seizoen 1960/61 af bij HVV Helmond in de Eerste divisie. Nadien was hij een verdienstelijk amateurtennisser.
Naast het voetbal kreeg Röhrig in Roubaix een opleiding bij een wolspinnerij en was opzichter in de bijbehorende fabriek. In Essen werkte hij als technisch vertaler en terug in Nederland had hij een soortgelijke functie bij Phillips.